# Rolf Vestre
Rolf Vestre, född 1964, är en norsk orienterare som blev världsmästare i stafett 1989 och tog VM-silver i stafett 1991. Han tog även individuellt NM-brons 1988.